# De Hangbrug
De Hangbrug (voorheen bekend als de Tibetaanse Hangbrug) is een hangbrug met glijbaan in het Belgische attractiepark Plopsaland Belgium. De brug werd geopend in 1994 in het toenmalige Meli Park.
Oorspronkelijk ging de Hangbrug van de oostelijke kant van het meer (de plaats waar zich momenteel de Waterfietsen bevinden) naar de westelijke kant (de ruimte tussen de huidige LikeMe Coaster en De Koffiekopjes). Bij het toevoegen van de SuperSplash in 2006 werd de Hangbrug verplaatst naar zijn huidige locatie. Voor het seizoen van 2017 werden er netten toegevoegd boven de hangbrug.
Afbeeldingen